# ゾロターン S-18/1100
S-18/1100はスイスのゾロターン(Solothurn)社が開発した口径20 mmの大型対戦車ライフル（機関砲）である。

## 概要
半自動式のS-18/1000を全自動化したモデルで、機構は全自動射撃が可能な他はS-18/1000とほぼ同様である。弾薬はS-18/1000と同じく20×138mmベルテッド弾を使用し、10発もしくは20発装弾の弾倉も/1000と互換性があった。
原型のS-18同様、長大でかつ非常に重く、更に全自動射撃を可能としたため人が構えて射撃することはほぼ不可能になったため、移動用の二輪付き台車に架装して運用することが基本となった。全自動射撃が可能になったことから、対空砲としても使用するために、対空銃架も用意された。
第1次と2次の大戦間、ドイツは軍備制限に背約することなく武器を製造するために、ラインメタル社よってゾロターン社を傘下に置いた。そのため、実質的にはドイツの兵器として開発されており、ドイツ軍が採用した対空機関砲2 cm Flak 30の基礎にもなった。
ドイツ軍向けのものも含め、1936年に輸出が開始されたが、製造に関して高度な精密工作がなされており、結果として高価であるため、あまり商業的には成功しなかった。原型のS-18はPzB 785の名でドイツ軍に限定配備されており、S-18/1100もS-18/1000と共にドイツ軍で限定的に使用された。この他、イタリアとハンガリーでも少数が使用されている。

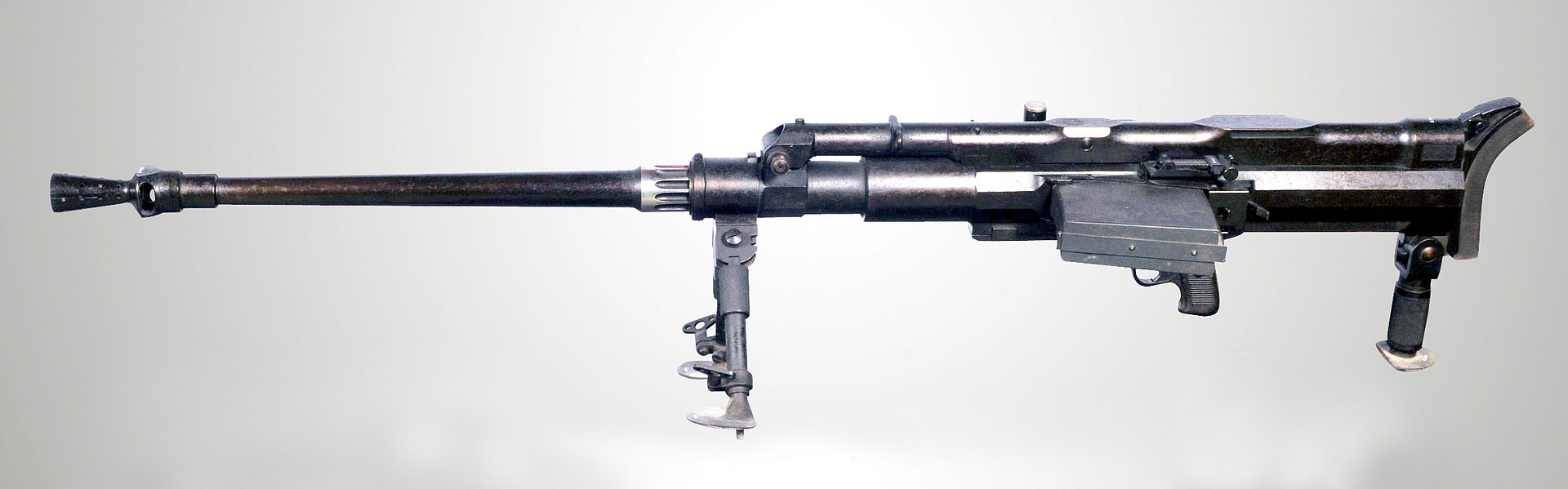
原型のゾロターンS-18/100